# Mukhabarat
O Serviço de Inteligência Iraquiano, em (árabe: جهاز المخابرات العراقي, Jihaz Al-Mukhabarat Al-Eiraqii; nome completo  جهاز المخابرات العامة العراقية, Jihaz almukhabarat aleamat aleiraqiat, Serviço de Inteligência Geral do Iraque), também conhecido como Mukhabarat, Diretoria Geral de Inteligência, ou Inteligência do Partido, foi uma agência de 8 000 homens e a principal organização de inteligência do Estado no Iraque sob Saddam Hussein. O SII estava preocupado principalmente com a coleta e análise de inteligência internacional, mas também realizou muitas atividades dentro do Iraque em conjunto com o Diretório de Segurança Geral como uma organização de polícia secreta.
A seção mais importante do SII foi a Direção 4 - Serviço Secreto. Um dos diretores mais conhecidos foi Rafi' Dahham Mejwel Al-Tikriti (em árabe: رافع دحام مجول التكريتي), ex-embaixador do Iraque na Turquia e o último Chefe do Serviço de Inteligência do Iraque. O Serviço Secreto foi encarregado de se infiltrar tanto nos governos estrangeiros e nacionais, sindicatos, embaixadas, e grupos de oposição. O SII muitas vezes trabalhou em estreita colaboração com a Diretoria de Segurança Geral Iraquiana (o equivalente iraquiano do FBI) na realização de atividades domésticas.
O SII é acusado de ser responsável por uma série de assassinatos e tentativas de assassinato no exterior. Estes incluem os assassinatos do xeque Talib al-Suhail al-Tamimi em Beirute (abril de 1994), o aiatolá Mehdi al-Hakim no Sudão (janeiro de 1988), e o Dr. Ayad Habashi em Roma (outubro de 1986), bem como nos quase bem sucedidos assassinatos do presidente George H.W. Bush, do ex-primeiro-ministro iraquiano Ayad Allawi e do Emir do Kuwait.

## Diretores
- Nadhim Kazar (1969–1973)
- Sadun Shakir Mahmud al-Tikriti (1973–1977)
- Barzan Ibrahim Hassan al-Tikriti (1977–1983)
- Hussein Kamel Hassan al-Majid (1983–1984)
- Fadhil al-Barraq Hussein al-Tikriti (1984–1989)[4]
- Sabawi Ibrahim al-Tikriti (1989–1995)
- Ali Hassan Abd al-Majid al-Tikriti (1995–2003)

## História
Após uma tentativa malsucedida de assassinato do governante iraquiano Abdul Karim Qasim pelo Partido Ba'ath em outubro de 1959, Saddam Hussein foi colocado no comando do Jihaz al-Khas (Aparato Especial), em algum momento entre 1964 e 1966. Codinome Jihaz al-Haneen (Instrumento de Desejo), a organização concentrou-se no trabalho de segurança e inteligência. Depois que o Partido Ba'ath tomou o poder em 17 de julho de 1968, Saddam expandiu o Aparato Especial e assumiu o controle do Amn (Departamento de Segurança Interna do Estado).
Após a tentativa fracassada de golpe liderada pelo Diretor de Segurança Interna Nadhim Kzar em 1973, o Jihaz foi transformado no Da'irat al Mukhabarat al-Amah (Departamento de Inteligência Geral, DIG). Em 1983, sob a liderança de Barzan Ibrahim al-Tikriti, o DIG organizou os massacres dos aldeões de Dujail e Jezan al-Chol, o desaparecimento dos Barzanis do campo de Qushtapa e o assassinato de 18 membros da família do aiatolá Mohammed Baqir al-Hakim.
Como resultado da Guerra do Golfo em 1991, o departamento que lida com assuntos externos foi reduzido para menos da metade de seu tamanho anterior a 1990, enquanto o departamento que lida com assuntos internos foi ampliado para lidar com o aumento das atividades anti-Saddam no Iraque.
Em 13 de abril de 1993, o SII planejou e executou uma tentativa de assassinato contra o ex-presidente dos Estados Unidos George H. W. Bush e o emir do Kuwait por meio do uso de um grande carro-bomba dirigido por dois iraquianos. No entanto, o plano foi frustrado e as autoridades do Kuwait prenderam 16 pessoas suspeitas de realizarem o complô depois que um carro-bomba foi encontrado. Dois cidadãos iraquianos, durante as entrevistas do FBI no Kuwait, admitiram ter tentado realizar um ataque sob a direção do SII. Em 26 de junho, em resposta, o presidente Bill Clinton ordenou que dois navios de guerra americanos, o USS Peterson e o USS Chancellorsville, disparassem mísseis de cruzeiro Tomahawk no comando principal do SII e complexo de controle em Bagdá. Dezesseis dos 23 mísseis atingiram o alvo; três atingiram uma área residencial, matando nove civis e ferindo 12. Quatro dos mísseis não foram localizados.

Em junho de 1995, Saddam Hussein demitiu seu meio-irmão Sabawi Ibrahim al-Tikriti do seu cargo de chefe do SII, devido ao seu fracasso em aumentar a segurança interna no Iraque. O General de Brigada Ali Hasan al-Majid foi nomeado seu sucessor. O SII foi oficialmente dissolvido em 23 de maio de 2003 pelo Administrador da Autoridade Provisória da Coalizão do Iraque, Lewis Paul Bremer, de acordo com o Pedido Número 2 da CPA. Em 2004, o SII foi sucedido pelo Serviço Nacional de Inteligência do Iraque, criado sob supervisão da CIA, e que operou durante a insurgência e a guerra contra o Estado Islâmico.

## Ligações Externas
- Iraqi Intelligence Service
- Jihaz al-Mukhabarat al-Amma
- Agency profile: Iraqi intelligence
- US Army Foreign Military Studies Office Document
- Structure of the IIS
- How Do We Know that Iraq Tried to Assassinate President George H.W. Bush?